# Senhorio de Argos e Náuplia
O Senhorio de Argos e Náuplia foi um estado cruzado, feudo (senhoria) do Principado da Acaia, constituído pelas cidades de Argos e Náuplia. Em 1211, o príncipe da Acaia, Godofredo I de Vilearduin, cedeu as duas cidades como um feudo, a Otão de La Roche, duque de Atenas.
A senhoria permaneceu na posse dos duques de Atenas até 1311. Quando Gualtério V, conde de Brienne, nomeado duque de Atenas deste 1308, foi morto pelos mercenários da Companhia Catalã, depois da revolta destes últimos em 1311. Seu filho, Gualtério VI Brienne, mesmo expulso do Ducado de Atenas, herdou todos os títulos do pai. Porém só conservou o comando dos senhorios de Argos e Náuplia. Em Argos e Náuplia, os herdeiros de Gualtério V de Brienne continuaram a ser reconhecidos como duques de Atenas e senhores de Argos e Náuplia.
Com a morte de Gualtério V Brienne, em 1356, os senhorios passam para sua irmã Isabela de Brienne que dividiu o comando dos senhorios com seu filho Luís de Enghien, que herdou o senhorios da mãe após a morte desta. Após a morte de Luís de Enghien, sua filha Margarida de Enghien herdou os senhorios e os governou junto com o marido, Pedro Cornaro, que morreu em 1388. Pouco tempo após a morte do marido, Margarida de Enghien vendeu os seus direitos de governar os Senhorios para a República de Veneza, que passou a dominar as duas cidades.

## Lista dos Senhores de Argos e Náuplia
- Otão de la Roche (1205 – 1225)
- Guido I de la Roche (1255 – 1263)
- João I de la Roche (1263 - 1280)
- Guilherme I de la Roche (1280 – 1287)
- Guido II de la Roche (1287 – 1308)
- Gualtério V  de Brienne (1308 – 1311)
- Gualtério VI de Brienne (1311 – 1356)
- Isabel de Brienne (1356 - 1360), com o filho:
- Luís de Enghien (1356 - 1376)
- Margarida de Enghien (1376 – 1388), com o marido Pedro Cornaro (de 17 de Maio de 1377 a 1388).
- Sob o controle da república de Veneza.